# Space Age 4 Eva
Space Age 4 Eva è il quinto album in studio del duo hip hop statunitense 8Ball & MJG, pubblicato nel 2000.

## Tracce
1. Intro – 3:44
2. I Know U – 4:50
3. Thingz (featuring Tiny of Xscape & Jazze Pha) – 5:01
4. Collard Greens – 3:43
5. Pimp Shit (featuring Thorough of South Circle) – 4:02
6. Buck Bounce (featuring DJ Quik) – 4:36
7. Space Age 4 Eva (featuring Peachee P) – 4:32
8. Pimp Hard – 5:05
9. Boom Boom (featuring Swizz Beatz) – 5:06
10. Alwayz – 4:23
11. At Tha Club – 5:06
12. Jankie – 4:23
13. It's All Real (featuring Billy Cook) – 4:51
14. Thank God – 4:40